# Izu
Cet article concerne la ville d'Izu. Pour l'archipel, voir archipel d'Izu.
Pour les articles homonymes, voir Izu (homonymie).
Izu (伊豆市, Izu-shi) est une ville située dans la préfecture de Shizuoka, au Japon, créée le 1er avril 2004, par la fusion des bourgs d'Amagiyugashima, Toi, Nakaizu et Shuzenji.

## Géographie

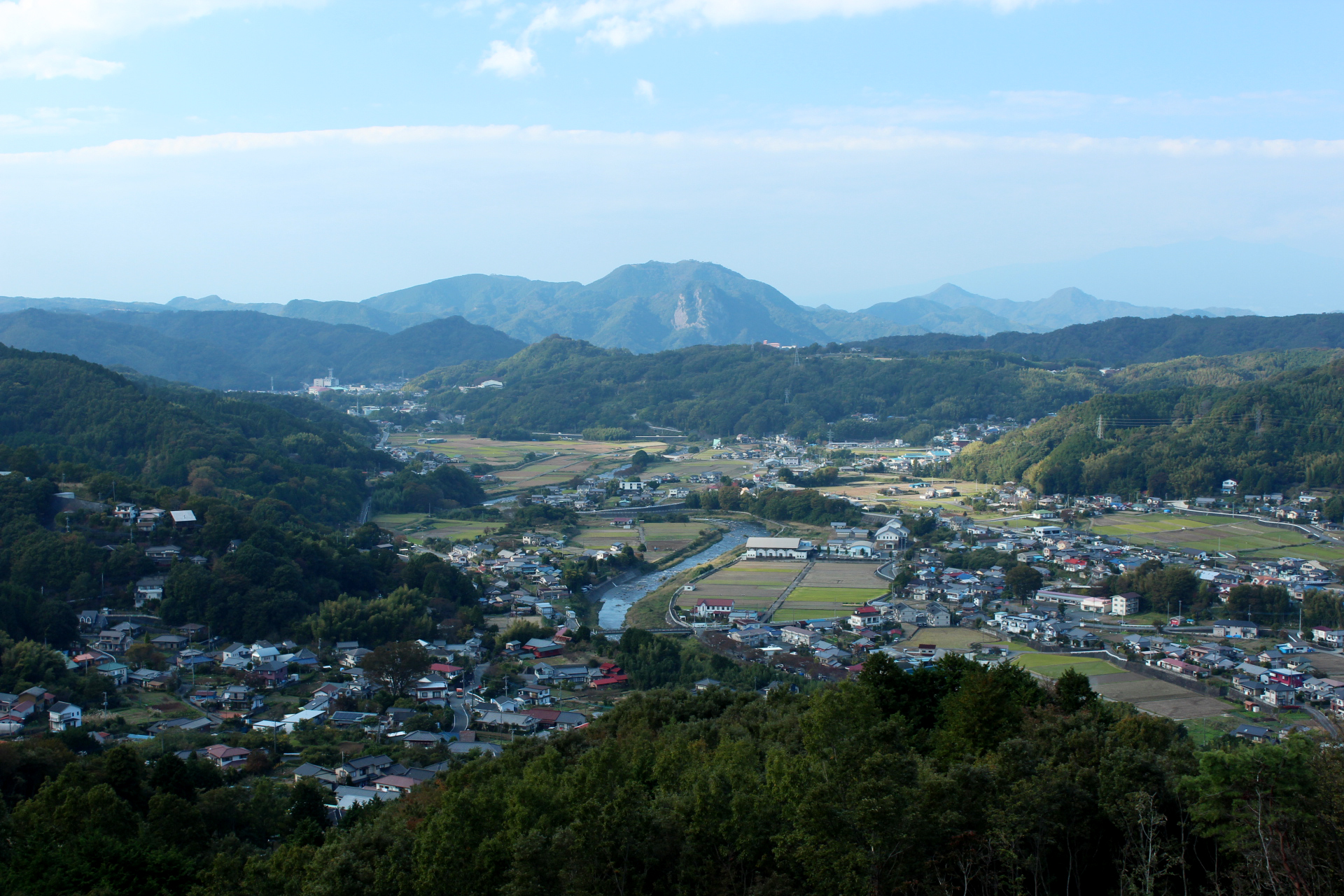
Vue du nord-est d'Izu.

### Situation
La ville d'Izu est située dans le sud-est de la préfecture de Shizuoka, sur l'île de Honshū, au Japon. Elle s'étend, 25 km d'est en ouest et 20 km du nord au sud, dans le centre de la péninsule d'Izu, à environ 100 km, à vol d'oiseau, au sud-ouest de Tokyo, capitale du Japon,.

### Municipalités voisines
- Numazu
- Izunokuni
- Itō
- Higashiizu
- Kawazu
- Nishiizu

### Démographie
Le 1er avril 2019, la population de la ville d'Izu était de 30 678 habitants, répartis sur une superficie de 363,97 km2. Elle était de 33 855 six ans plus tôt. De 2013 à 2019, le vieillissement démographique s'est accentué, la proportion des personnes âgées de 65 ans et plus passant de 33,07 % à 39,62 %.

### Topographie
La ville d'Izu possède une façade maritime en baie de Suruga. Le sud de la municipalité s'étend sur une partie des monts Amagi, dominés par le mont Amagi (1 406 m),. Près de 83 % de la superficie d'Izu sont couverts de forêts.

### Hydrographie
La ville d'Izu est traversée, du sud au nord, par le fleuve Kano, dont l'embouchure est située à Numazu, en baie de Suruga.

### Climat
Le climat maritime est favorisé par le courant Kuroshio. À Izu, l'été est chaud et humide et l'hiver doux.

## Histoire
Pendant l'époque d'Edo (1603-1868), la plus grande partie de la province d'Izu était un territoire sous le contrôle direct du shogunat Tokugawa, bien que des portions étaient sous le contrôle du clan Ōkubo du domaine d'Ogino-Yamanaka. En 1889, au cours de la réforme cadastrale du début de l'ère Meiji (1868-1912), la zone a été redécoupée en villages dans le district Kimisawa de la prefecture de Shizuoka. En 1896, ce district fusionna avec le district de Tagata.
La municipalité de Shuzenji est fondée en 1924, suivie par Toi, en 1938, Nakaizu, en 1958, et Amagiyugashima en 1960. La ville d'Izu a été créée le 1er avril 2004, par la fusion des bourgs d'Amagiyugashima, Toi, Nakaizu et Shuzenji (district de Tagata).

## Économie
L'économie d'Izu est fondée sur le tourisme, grâce notamment à l'exploitation de plusieurs onsen, la production des produits agricoles et forestiers, et la pêche industrielle.

## Transports
Izu est desservie par la ligne Sunzu de la compagnie Izuhakone Railway. La gare de Shuzenji est la principale gare de la ville.

## Symboles municipaux
L'arbre symbole d'Izu est le chêne du Japon, hôte de colonies de champignons comestibles : shiitake, sa fleur symbole est celle du wasabi, une plante vivace dont la floraison dure d'un à trois mois, et son oiseau symbole le faisan versicolore.

## Personnalités liées
- Seiichi Furuya (1950-), photographe japonais installé en Autriche, né à Izu.